# Saint-Front, Haute-Loire
Saint-Front là một xã thuộc tỉnh Haute-Loire trong vùng Auvergne-Rhône-Alpes ở nam trung bộ nước Pháp. Khu vực này có độ cao trung bình 1223 mét trên mực nước biển. Theo điều tra dân số năm 1999 của INSEE có dân số 509 người.
Sông Lignon du Velay tạo thành phần lớn ranh giới đông nam thị trấn.